# Врагитурци
 Тази статия е за селото в Егейска Македония, Гърция.  За селото в Северна Македония вижте Враготурце.  
Врагитурци или Вергетур (на гръцки: Σωτηρούδα, Сотируда, до 1927 година Βεργιατούρ, Вергятур) е бивше село в Гърция, разположено на територията на дем Кукуш, област Централна Македония.

## География
Селото е било разположено на 80 m надморска височина, на 12 km северозападно от град Кукуш (Килкис) между селата Маловци (Илиолусто) и Гърбашел (Кастаниес).

## История

### В Османската империя
В XIX век Врагитурци е българско село в каза Аврет Хисар (Кукуш) на Османската империя. В „Етнография на вилаетите Адрианопол, Монастир и Салоника“, издадена в Константинопол в 1878 година и отразяваща статистиката на населението от 1873 година, Врештурци (Vrechtourzi) е посочено като селище в каза Аврет Хисар (Кукуш) с 30 домакинства, като жителите му са 147 българи.
Според статистиката на Васил Кънчов („Македония. Етнография и статистика“) в 1900 година Врагитурци е село в Кукушка каза със 110 жители българи християни.
Населението на селото е под върховенството на Българската екзархия. По данни на секретаря на Екзархията Димитър Мишев („La Macédoine et sa Population Chrétienne“) в 1905 година Врагитурци (Vraghtourtzi) е село в Кукушката каза със 152 души българи екзархисти.
При избухването на Балканската война в 1912 година трима души от Врагитурци са доброволци в Македоно-одринското опълчение.

### В Гърция
В 1913 година след Междусъюзническата война селото попада в Гърция. Боривое Милоевич пише в 1921 година („Южна Македония“), че Вреш-Турци (Вреш-Турци) има 2 къщи славяни християни. Българските му жители бягат в България по време на Междусъюзническата война и в 1913 година селото е без жители. След Първата световна война землището на селото е изкупено от частни лица и превърнато в чифлик. В 1927 години селото е прекръстено на Сотируда. Жителите след 1928 година са броени към Гърбашел.
| Година    | 1913 | 1920 | 1928 | 1940 | 1951 | 1961 | 1971 | 1981 | 1991 | 2001 | 2011 | 2021 |
| --------- | ---- | ---- | ---- | ---- | ---- | ---- | ---- | ---- | ---- | ---- | ---- | ---- |
| Население | 0    | 37   | 110  |      |      |      |      |      |      |      |      |      |

## Личности
Родени във Врагитурци
- Йосиф Киров (1901 – 1929), български революционер, войвода на ВМРО
- Насо Динов (1884 – ?), македоно-одрински опълченец, Кукушка чета[10]
- Тасе Димов (Тасо Динов, 1884 – 1913), македоно-одрински опълченец, Кукушка чета, Втора рота на Тринадесета кукушка дружина, загинал в Междусъюзническата война на 17 юни 1913 година[11]
- Туше Митров (1889 – ?), македоно-одрински опълченец, Кукушка чета, Първа рота на Четиринадесета воденска дружина[12]